# Vanda chlorosantha
Vanda chlorosantha là một loài thực vật có hoa trong họ Lan. Loài này được (Garay) Christenson miêu tả khoa học đầu tiên năm 1992.